# Miss Paraguai
O Miss Paraguai é um concurso de beleza que acontece anualmente com o intuito de eleger uma candidata para o concurso de beleza mais famoso, o Miss Universo. A organização também escolhe misses para representar o Paraguai em outros concursos como Miss Internacional e Miss Terra.
O Paraguai nunca ganhou uma coroa de Miss Universo, o mais perto que o país conseguiu ficar da coroa de Miss Universo foi em 2021, com Nadia Ferreira. O concurso tem uma nova coordenação desde 2004, na frente do concurso encontra-se Glória Suárez.

## Vencedoras
| Ano  | Miss Paraguai                     | Cidade      | Colocação              |
| 1957 | Lucy Montanero                    |             |                        |
| 1958 | Graciela Leguizamón               |             |                        |
| 1960 | Mercedes Teresa Ruggia            |             |                        |
| 1961 | Cristina Osnaghi Perreira         |             |                        |
| 1962 | Corina Rolón Escuariza            |             |                        |
| 1963 | Amelia Benítez                    |             |                        |
| 1964 | Miriam Brugada                    |             | Semifinalista (Top 15) |
| 1965 | Stella Castell Vallet             |             |                        |
| 1966 | Mirtha Martínez Sarubbi           |             |                        |
| 1967 | Maria Eugenia de Torres           |             |                        |
| 1970 | Teresa Mercedes Sullow            |             |                        |
| 1972 | Maria Stela Volpe Martínez        |             |                        |
| 1973 | Teresita Maria Cano               |             |                        |
| 1974 | Ángela Medina Monjagata           |             |                        |
| 1975 | Susana Beatriz Vire Ferreira      |             |                        |
| 1976 | Nidia Fatima Cardenas             |             |                        |
| 1977 | Letícia Zarza Perriet             |             |                        |
| 1978 | Rosa María Melgarejo              |             |                        |
| 1979 | Patricia Lohman Bernie            |             |                        |
| 1980 | Martha Maria Romanach             |             |                        |
| 1981 | Maria Isabel Urizar Caras         |             |                        |
| 1982 | Maris Stella Villalba Mendoza     |             |                        |
| 1983 | Mercedes Bosch Cuarilla           |             |                        |
| 1984 | Elena Ortíz Allegretti            |             |                        |
| 1985 | Beverly Ocampo Gadea              |             |                        |
| 1986 | Johanna Kelmer Joja               |             |                        |
| 1987 | Elizabeth Ortigosa                |             |                        |
| 1988 | Noemi Acosta Granada              |             |                        |
| 1989 | Ana Schaerer del Puerto           |             |                        |
| 1990 | Mónica Plate Cano                 |             |                        |
| 1991 | Vivian Benítez                    |             | Semifinalista (Top 10) |
| 1992 | Pamela Zarza                      |             |                        |
| 1993 | Carolina Barrios                  |             |                        |
| 1994 | Liliana Noémi González            |             |                        |
| 1995 | Bettina Rosemary Barboza          |             |                        |
| 1996 | Elizabeth Loverah Parquet         |             |                        |
| 1997 | Rossana Jiménez Pereira           |             |                        |
| 1998 | Marina González Ruiz Díaz         |             |                        |
| 1999 | Carmen Morínigo Machuca           |             |                        |
| 2000 | Carolina Ramírez Franco           |             |                        |
| 2001 | Rosmary Benítez                   |             |                        |
| 2004 | Yanina González                   | Assunção    | 4º. Lugar              |
| 2005 | Karina Rebeca Buttner             | Itapúa      |                        |
| 2006 | Lourdes Verónica Arévalos         | Central     | 4º. Lugar              |
| 2007 | Maria José Maldonado Gomez        | Paraguari   |                        |
| 2008 | Giannina Ruffinelli               | Central     |                        |
| 2009 | Mareike Baumgarten                | Assunção    |                        |
| 2010 | Johana María Benítez              | San Lorenzo |                        |
| 2011 | Alba Riquelme Valenzuela          | Assunção    |                        |
| 2012 | Egni Analia Almirón Eckert        | Luque       |                        |
| 2013 | María Guadalupe González Talavera | Lambaré     |                        |
| 2014 | Sally Luz Jara Dávalos            | San Lorenzo |                        |
| 2015 | Myriam Carolina Arévalos Villalba | Assunção    |                        |
| 2016 | Lourdes Andrea Melgarejo González | Assunção    |                        |
| 2017 | Ariela Machado                    | Assumção    |                        |
| 2018 | María Belén Alderete              | Assumção    |                        |
| 2019 | Ketlin Lottermann                 | Santa Rita  |                        |
| 2021 | Nadia Ferreira                    | Guairá      | 2º. Lugar              |